# Infarto cerebral anterior
Un infarto de circulación anterior es un tipo de infarto cerebral que afecta la circulación cerebral anterior que irriga a dicha porción del cerebro. Se diagnostica cuando causa los siguientes tres síntomas:
1. Disfunción neurológica superior:
  1. Disfasia, un trastorno específico del lenguaje
  2. Trastornos visuales y espaciales
2. Hemianopía homónima, que es la pérdida de parte del campo visual
3. Trastornos motores y sensoriales (≥2/3 de la cara, brazo y pierna)

El diagnóstico se confirma con neuroimágenes, principalmente la tomografía.
La oclusión y posterior infarto en el territorio de la arteria cerebral anterior son infrecuentes, comprende el 1% de todos los infartos cerebrales y en algunos casos puede ser bilateral.